# Pioctonon persicum
Pioctonon persicum là loài thực vật có hoa trong họ Mồ hôi. Loài này được (Boiss.) Raf. miêu tả khoa học đầu tiên năm 1838.